# The Rotters' Club
The Rotters' Club is een album uit 1975 van de Britse progressieve-rockband Hatfield and the North. Het is het tweede en tevens laatste studio-album van de groep.

## Tracks
1. "Share It" (R. Sinclair/P. Pyle) - 3:02
2. "Lounging There Trying" (P. Miller) – 3:10
3. " (Big) John Wayne Socks Psychology on the Jaw" (D. Stewart) – 0:46
4. "Chaos at the Greasy Spoon" (R. Sinclair/P. Pyle) - 0:30
5. "The Yes No Interlude" (P. Pyle) - 7:02
6. "Fitter Stoke Has a Bath" (P. Pyle) - 7:38
7. "Didn't Matter Anyway" (R. Sinclair) - 3:03
8. "Underdub" (P. Miller) - 3:55
9. "Mumps" (D. Stewart)
  1. "Your Majesty Is Like a Cream Donut" (Quiet) – 1:59
  2. "Lumps" – 12:35
  3. "Prenut" – 3:55
  4. "Your Majesty Is Like a Cream Donu" (Loud) – 1:37

## Bezetting
- Richard Sinclair (bas, zang)
- Phil Miller (gitaar)
- Pip Pyle (drums)
- Dave Stewart (orgel, piano en toongenerator)

Gastoptredens:
- The Northettes (Barbara Gaskin, Amanda Parsons en Ann Rosenthal) - achtergrondzang
- Jimmy Hastings (fluit, saxofoons)
- Mont Campbell (hoorn)
- Lindsay Cooper
- Tim Hodgkinson (klarinet)